# Kont Gyula
Kont Gyula, születési és 1876-ig használt nevén Kohn Gyula (Esztergom, 1849. január 8. – Budapest, 1904. április 12.) felső kereskedelmi iskolai tanár, tankönyvíró.

## Életpályája
Kohn Isaiás és Popper Amália fiaként született. Tanulmányait az Esztergomi Nyilvános Reáltanodában kezdte, majd 1867-től a Magyar Királyi József Műegyetem hallgatója lett, ahol a két év alatt kiírt mindhárom fizikai és matematikai pályadíjat elnyerte. Tanári működését a budapesti VI. kerületi polgári fiúiskolánál kezdte meg mint segédtanár, 1872-től ugyanezen tanintézetben mint rendes tanár működött. A József Műegyetemen 1875–76-ban mint magántanítót, 1877. január 12-től 1879-ig mint a fizika magántanárát alkalmazták. 1895-től a VI. kerületi felső kereskedelmi iskola tanára volt.
Különösen a hangtannal foglalkozott, mely tárgyból több értekezést írt, többek közt a Poggendorff-féle fizikai folyóiratba (CLI. 1784. Unmittelhare manometrische Flammen), az Akadémiai Értesítőbe (1877. A potentiális energia), a Budapesti Szemlébe (1880. A látás megtanulása, 1884. Az elektromosságról); az Országos Tanáregylet Közlönyének és a Polgári Iskolának is munkatársa volt.

## Családja
Felesége Földesi Klára (Tata, 1869. szeptember 5. – Budapest, 1927. május 27.) fővárosi polgári iskolai tanítónő volt, Földesi Joákim és Kommen Júlia lánya, akit 1894. december 23-án a budapesti Dohány utcai zsinagógában vett nőül. Művei: Gazdaságtan polgári leányiskolák számára (Budapest, 1906, 2. kiadás 1909); Természetrajz polgári leányiskolák számára (2 kötet, 2. kiadás u. o. 1908., e tankönyvet Fehér Jenővel együtt írta). Munkatársa volt a Révai nagy lexikonának, melynek háztartási cikkeit írta.
Gyermekei:
- Kont Piroska (1895–1959) középiskolai tanár. Férje Wank Rikárd Marcell (1890–1958) zongoratanár.
- Kont Erika (1900–1928). Férje Neuschloss Elek József (1896–1957) gyáros.
- Kont Ipoly (1901–?) mérnök.[6]

## Munkái
- Kisérleti természettan tankönyve. A középtanodák felsőbb osztályai számára, részben Jamin: Petit traité de physique c. munkája nyomán. Budapest, 1876–78. Öt rész 2. kötetben. (Kohn névvel. I...II. A hőről 96 ábrával, III, A hangról, IV. Fénytan 149 ábr., V. I. A villamosságról 220. ábr.
- A természettan elemei. A középtanodák felsőbb osztályai számára, különös tekintettel az alapelvek fejlődése történetére. 500 ábra. Budapest, 1877–78.
- A villanyosságok kiegyenlődése a szikrában és a szigetőleg oldalinfluentiája. 1 tábla. Budapest, 1877. (Értekezések a term. tud. kör. VII. 16.)
- Elemi természettan. Első természettani tanulmányul tanítóképződék, polgári iskolák, ipar- és kereskedelmi tanodák számára. Budapest, 1880. (2. kiadás. Budapest, 1887., 3. teljesen átdolgozott kiadás. Elemi fizika polgári fiúiskolák számára c. Budapest, 1890.)
- Arago François emlékbeszédei. (Carnot, Morge, Voltaire, Ampére.) Franciából ford. Budapest, év n. (Császár Károllyal együtt.)
- Arago François, Voltaire és Ampére életrajza. Budapest, 1881. (Ijfúsági Iratok Tára XI.)
- Számtani példatár. Budapest, 1883.
- A levegő nyomásáról. 27 ábr. Budapest, 1887. Három előadás. (Természettudományi előadások 57.)
- Elemi fizika felső kereskedelmi iskolák számára. Budapest, 1896.